# 民兵団 (フランス)

民兵団の紋章

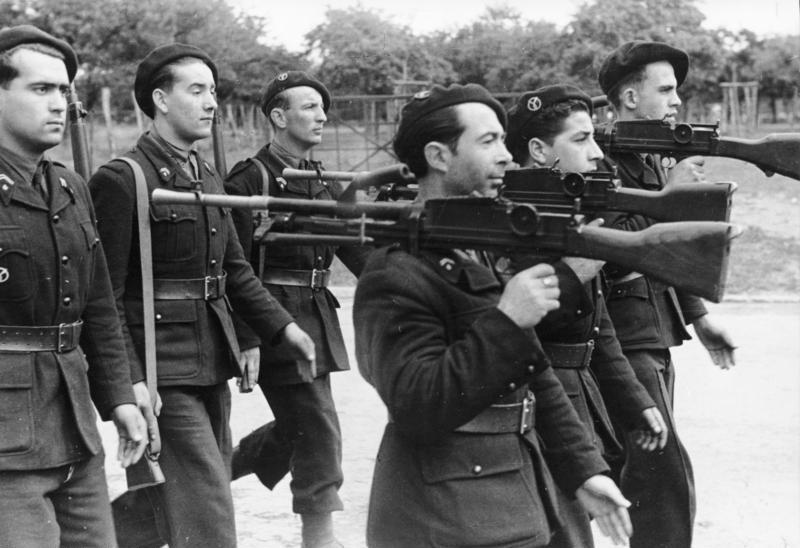
行進する民兵団の戦闘員。右の三名が担いでいるのは連合軍から鹵獲されたブレン軽機関銃

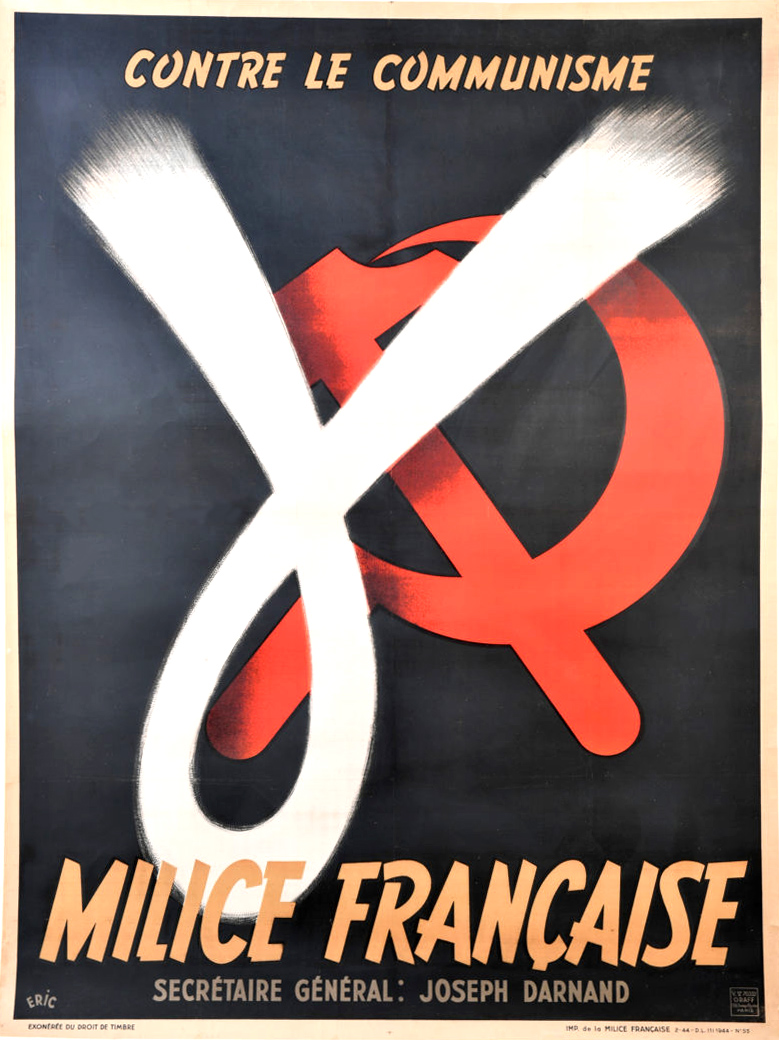
民兵団の反共主義ポスター

フランス民兵団（フランスみんぺいだん、Milice française）あるいは民兵団（Milice）は、第二次世界大戦中フランス・ヴィシー政権下で活動した親ナチスの民兵組織。

## 概説
1943年1月30日に結成。アクション・フランセーズ（Action Française）を初めとした右翼構成員や労働者階級を中心とする対独協力者から構成された。名目上は首相ピエール・ラヴァル（Pierre Laval）の管轄下におかれていたが、実際にはアクション・フランセーズ出身の右翼活動家ジョゼフ・ダルナン（Joseph Darnand）の指揮下にあり、公式の治安組織とは独立した法的に埒外に置かれた組織だった。
主な任務は、レジスタンス掃討を始めとした国内での治安維持活動やユダヤ人の強制収容である。ヴィシー政権でプロパガンダを担当し、民兵団のメンバーでもあった情報担当国務長官フィリップ・アンリオ（Philippe Henriot）が1944年6月にレジスタンスによって暗殺された際には、報復として元内相ジョルジュ・マンデル（Georges Mandel）などのレジスタンス指導者を殺害。それ以外にも虐殺などの残虐行為に手を染め、ヴィシー政権の主席だったフィリップ・ペタンがダルナンに自制を求めたくらいである。
連合軍のノルマンディー上陸作戦以降、パリの解放を契機にフランスの解放が進むと、一部がドイツに逃れた（ドイツに逃れた民兵団員の中には後に第33SS所属武装擲弾兵師団「シャルルマーニュ」に加わった者も多い）ものの、多くはレジスタンスや一般国民の報復の対象となり、ジョセフ・ダルナンら正規の裁判で裁かれたのみならず少なからず構成員がリンチを受けた。
今日でもMilice＝"ミリス"という言葉は往々にして軽侮の意味で用いられ、また1994年にはリヨンで民兵団の指揮官だったポール・トゥヴィエ（Paul Touvier）が戦時中の虐殺行為によって有罪判決を受けているなど、現在でも彼らへの追及は続いている。